# Thamnium scoposum
Thamnium scoposum là một loài Rêu trong họ Neckeraceae. Loài này được (Hampe) Kindb. miêu tả khoa học đầu tiên năm 1902.